# Jaú
Pour les articles homonymes, voir Jaú.
Jaú est une ville brésilienne de l'État de São Paulo. Sa population était estimée à 141 703 habitants en 2014. La municipalité s'étend sur 688 km2.

## Histoire
Les bandeirantes qui suivaient la rivière Tietê ont pêché un poisson de nom Jaú à l'embouchure d'un ruisseau. Le site est depuis devenu connu comme les berges du ruisseau Jaú. Motivés par l'excellente qualité de la terre rouge, abondante dans la région, les premiers habitants venant d'Itu, Porto Feliz, Capivari et le sud de Minas Gerais, se sont ensuite installés avec leurs familles.
Le 15 août 1853 certains résidents locaux ont décidé d'organiser un comité composé par Bento Manoel de Moraes Navarro, le capitaine José Ribeiro de Camargo, le lieutenant Manoel Joaquim Lopes et Francisco Gomes Botão pour planifier la fondation de la ville. Sur la proposition de Bento Manoel de Moraes Navarro la ville a été fondée sous les auspices de Notre Dame du Patronage.
Après plusieurs études, il a été décidé lors d'une réunion tenue à la résidence de Lúcio Arruda Leme que le village serait érigé dans un terrain de 40 hectares, donné a parts égales par Francisco Gomes Botão et le lieutenant Manoel Joaquim Lopes. Ces terres étaient celles entre la rive gauche du Jaú et le ruisseau Figueira.
La municipalité étant située sur une région avec des sols de grande fertilité (latosol) a pu devenir l'un des principaux centres producteurs de café du pays.
Autour de 1870, la culture du café se renforce à Jaú permettant l'émergence d'une élite de riches agriculteurs. Avec l'arrivée de la voie ferrée (le chemin de fer Rio Claro) en 1887, l'exportation de la production a été facilitée et les exportations ont fortement augmenté.
Jaú est élevée en municipalité par la Loi n°6 du 6 février 1889.

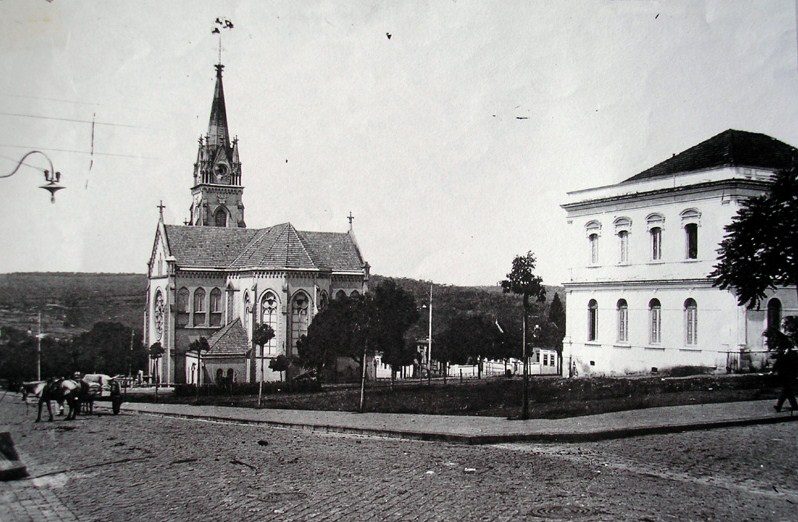
Cathédrale Notre-Dame du Patronage et la Préfecture en 1920.
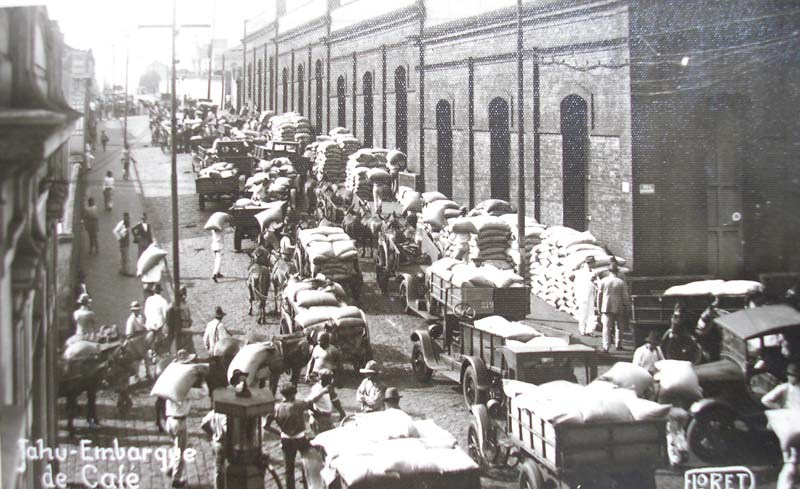
Rue Humaitá, expédition de café.
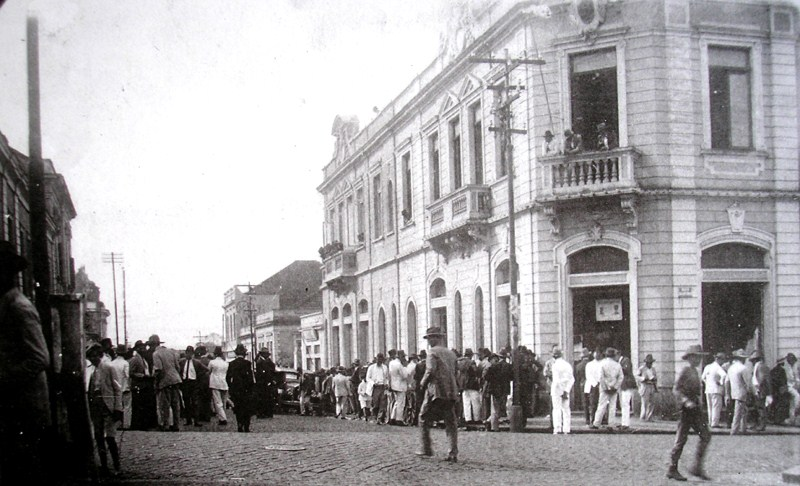
Carrefour des rues Major Prado et Amaral Gurgel en 1925.
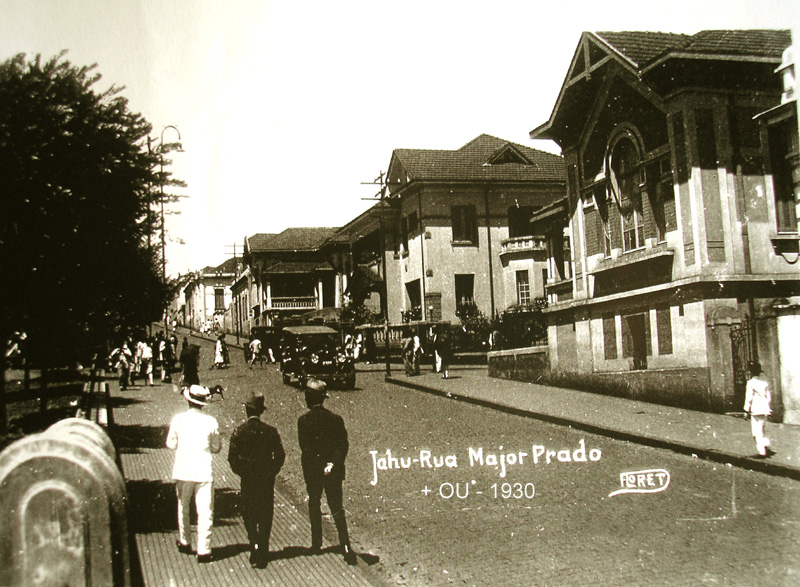
Rue Major Prado en 1930.
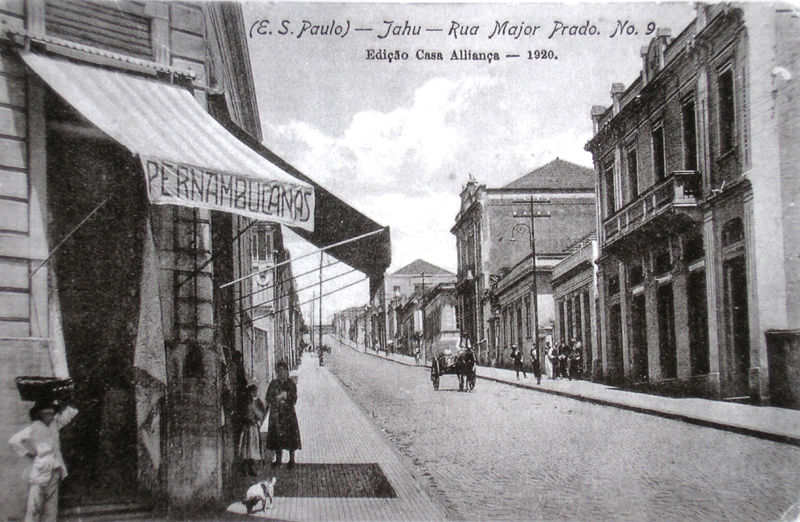
Magasin sur la rue Major Prado en 1920.